# Heaven Knows, Mr. Allison
 Heaven Knows, Mr. Allison  est una pel·lícula estatunidenca dirigida per John Huston i estrenada el 1957.

## Argument
El caporal Allison, mariner rescatat del naufragi del seu submarí, arriba a una illa del pacífic on només es troba sor Angela, única supervivent d'una congregació religiosa. La seva relació evoluciona al fil dels esdeveniments, sobretot en la seva promiscuïtat en una gruta, obligats a romandre-hi amagats quan els japonesos prenen possessió de l'illa després de l'haver-la bombardejada. El caporal, un home frustrat que mai no ha conegut res més que la vida militar, s'enamora de sor Angela que encara no ha pronunciat els seus vots definitius i ala quals li demanda de renunciar. Encara que la situació els ha apropat, en el desembarcament final de l'exèrcit americà, sor Angela, fidel a la seva fe, no renunciarà pas als seus vots, però només Déu ho sap, haurà potser experimentat més que amistat pel caporal.

## Temes i context
- Un original a porta tancada: al mig de la guerra, confrontació de dues personalitats que tot sembla separar.

## Rebuda de la crítica
Télérama: « Truculenta, sensible, emocionant i de vegades ambigua, la pel·lícula evita nombroses trampes, i la ironia de Huston va apareixent, sobretot en la seva voluntat de comparar el món militar amb el de la religió. » 

## Repartiment
- Deborah Kerr: Sor Angela.
- Robert Mitchum: el caporal Allison del Cos de Marines des Estats Units (USMC).

## Premis i nominacions

### Premis
- 1957. Premi del New York Film Critics Circle per a la millor actriu a Deborah Kerr

### Nominacions
- 1958. Oscar a la millor actriu per Deborah Kerr
- 1958. Oscar al millor guió adaptat per RoleJohn Lee Mahin i John Huston
- 1958. Globus d'Or a la millor actriu dramàtica per Deborah Kerr
- 1958. BAFTA a la millor pel·lícula
- 1958. BAFTA al millor actor per Robert Mitchum